# 大米哈伊利夫卡 (大米哈伊利夫卡市鎮)
47°58′12″N 36°27′53″E / 47.97000°N 36.46472°E
大米哈伊利夫卡（羅馬化：Velykomykhailivka）是位於烏克蘭中部的村莊，由第聶伯羅彼得羅夫斯克州裡錫內利尼科韋區的大米哈伊利夫卡市鎮負責管轄。該村處於沃夫恰河右岸，始建於1776年，面積5.31平方公里，海拔高度113米，2001年人口1,963。